# Дора Джилянова
Дора Джилянова (Dora Lane) е българска тенисистка, родена на 13 януари, 1976 г. Състезателка е за българския Фед Къп отбор, като в актива си има една загуба на двойки.
Започва да тренира тенис на 8-годишна възраст. Тя е двукратна републиканска шампионка на двойки през 1992 и 1994 г.
От средата на 90-те години, Дора играе в американската колежанска лига. Получава спортна стипендия от Калифорнийския университет, където учи финанси. Впоследствие специализира право. Има значителни успехи като състезателка в американската колежанска лига.
Понастоящем е юрист в Рино (Невада).

## Финали

### Титли на сингъл (1)
| Година | Турнир | Категория    | Съперник | Резултат |
| 1994   | Варна  | ITF $ 10 000 |          |          |

### Загубени финали на сингъл (2)
| Година | Турнир  | Категория    | Съперник | Резултат |
| 1994   | Пловдив | ITF $ 10 000 |          |          |
| 1995   | Варна   | ITF $ 10 000 |          |          |

### Титли на двойки (2)
| Година | Турнир | Категория    | Партньор              | Съперници | Резултат |
| 1994   | Варна  | ITF $ 10 000 | Десислава Топалова    |           |          |
| 1995   | Варна  | ITF $ 10 000 | Павлина Стоянова-Нола |           |          |

### Загубени финали на двойки (3)
| Година | Турнир     | Категория    | Партньор              | Съперници | Резултат |
| 1994   | Пловдив    | ITF $ 10 000 | Десислава Топалова    |           |          |
| 1995   | Истанбул 1 | ITF $ 10 000 | Десислава Топалова    |           |          |
| -      | Букурещ    | ITF $ 25 000 | Павлина Стоянова-Нола |           |          |